# Sarah Flower Adams
Pour les articles homonymes, voir Adams.
Sarah Fuller Flower Adams (née le 22 février 1805 à Old Harlow (en) dans l'Essex et morte le 14 août 1848 à Londres) est une poétesse britannique. 
Elle est la plus jeune fille de l'éditeur Benjamin Flower (en). Sa sœur ainée est la musicienne et compositrice Eliza Flower. Unitarienne, elle compose plusieurs hymnes religieux dont le plus célèbre est Plus près de toi, mon Dieu (en anglais : Nearer, My God, to Thee).
En 1834, elle épouse l'ingénieur ferroviaire William Bridges Adams et vit avec lui à Loughton (Essex). 
Elle est décédée à Londres d'une tuberculose à l'âge de 43 ans.